# Justinas Bašinskas
Justinas Bašinskas, né le 22 janvier 1923 à Trakiškiai et mort le 9 octobre 2003 à Vilnius, est un compositeur et pédagogue lituanien.

## Biographie
Justinas Bašinskas fait ses premières études de musique à l'École de musique de Kaunas de 1945 à 1950. Il étudie ensuite la composition avec Julius Juzeliūnas au Conservatoire d'État de Litunanie à Vilnius, dont il sort diplômé en 1955. Il entre ensuite à l'Université de Vilnius.
Lui-même enseigne la musique à l'Institut pédagogique de Vilnius (en) entre 1958 et 1969.
En 1983, il reçoit le Prix national de la République socialiste soviétique de Lituanie ainsi que l'Ordre du mérite culturel.
Ses œuvres cultivent les thèmes optimistes, glorifiant la nature et exaltant l'amitié entre les hommes. Ses œuvres instrumentales contiennent des structures tonales tendues.
Le catalogue de ses compositions comprend notamment des pièces pour piano, de la musique de chambre, des œuvres pour orchestre (dont un ballet et cinq symphonies) et de la musique vocale (dont des mélodies pour voix et piano, un opéra et des pièces pour chœur a cappella).

## Compositions (sélection)

### Pièces pour instrument solo
- 1951 : Variations
- 1952 : Sonate pour piano
- 1969 : Sveikas, pavasari (salut, printemps) pour piano
- 1979 : Sonate pour piano à 4 mains
- 1983 : Sonate pour violoncelle
- 1992 : Toccata pour piano

### Musique de chambre
- 1979 : Sonate pour violon et piano
- 1980 : Quatuor Juodkrantės raganų (les sorcières de Juodkrantė) pour 4 guitares (ou quatuor à cordes)
- 1983 : Sonate pour alto seul
- 1991 : Dialogai (dialogues) pour flûte et piano
- 1993 : Vandenio baladė (ballade de l'eau) pour violoncelle et piano
- 1994 : In Memoriam pour quatuor à cordes

### Musique pour orchestre

#### Symphonies
- 1953 : Symphonie no 1
- 1960 : Symphonie no 2
- 1970 : Symphonie no 3
- 1973 : Symphonie no 4 dite « Varpų » (Les Cloches)
- 1977 : Symphonie no 5 dite « Buvimas » (Réalité)
- 1979 : Symphonie no 6 dite « Raudų » (Lamentations)
- 1983 : Symphonie no 7 dite « Verpetuose » (Dans les tourbillons)
- 1986 : Symphonie no 8 dite « Žemės šauksmas » (Le Cri du cœur), avec mezzo-soprano

#### Autres œuvres
- 1963 : 3 Danses symphoniques
- 1970 : Concerto pour flûte, orchestre à cordes et percussion
- 1974 : Keturi (quatre), poème symphonique
- 1982 : Užkeiktieji vienuoliai (Les Moines maudits), ballet en 3 actes
- 1984 : Symphonie de chambre, pour orchestre à cordes

### Musique vocale
- 1959 : Ąžuolas (Le Chêne), oratorio pour soprano, ténor, chœurs et orchestre
- 1961 : Sakmė apie kareivio duoną (Histoire sur le pain du soldat), cantate pour baryton, chœurs et orchestre
- 1964 : Laimės žiburys (lumières du bonheur), cantate pour chœurs et orchestre
- 1968 : Žvėrys žiemą (les bêtes en hiver) pour soprano et piano
- 1969 : Requiem pour baryton, chœurs et orchestre ; Ruduo (automne) pour baryton et piano
- 1974 : Tėvynei (à la patrie) pour baryton, chœurs et orgue ; Ryto (Le Matin), cantate pour récitant, chœurs et piano
- 1976 : Concerto pour chœurs, flûte, contrebasse et percussion
- 1978 : Les Mains de la mer
- 1985 : Apuoko valanda (l'heure du hibou) pour soprano et piano (ou flûte, hautbois, violoncelle et piano)
- 1990 : Marti (la belle-fille), opéra en 2 actes
- 1992 : Plaukia upės (les rivières coulent) pour soprano, violoncelle et piano